# Eleutherodactylus grandis
Eleutherodactylus grandis (tên tiếng Anh: Rana-fisgona Labios Blancos) là một loài ếch trong họ Leptodactylidae. Chúng là loài đặc hữu của México.
Môi trường sống tự nhiên của chúng là vùng đất có cây bụi nhiệt đới hoặc cận nhiệt đới. Loài này đang bị đe dọa do mất môi trường sống.